# Clavé
Clavé ist eine französische Gemeinde mit 352 Einwohnern (Stand: 1. Januar 2022) im Département Deux-Sèvres in der Region Nouvelle-Aquitaine. Sie gehört zum Arrondissement Parthenay und zum Kanton La Gâtine. Die Einwohner werden Clavéens genannt.

## Geographie
Clavé liegt etwa 17 Kilometer südlich von Parthenay und 26 Kilometer nordöstlich von Niort am Chambon, einem Zufluss der Sèvre Niortaise, der die Gemeinde im Westen begrenzt. Im Osten verläuft das Flüsschen Trois Moulins, das hier noch Vallouse genannt wird.

### Nachbargemeinden
Clavé wird umgeben von den Nachbargemeinden Saint-Lin im Nordwesten und Norden, Reffannes im Norden und Nordosten, Les Châteliers mit im Osten, Exireuil im Südosten und Süden sowie Saint-Georges-de-Noisné im Westen.

## Bevölkerungsentwicklung
| Jahr      | 1962 | 1968 | 1975 | 1982 | 1990 | 1999 | 2006 | 2019 |
| Einwohner | 541  | 501  | 436  | 377  | 318  | 324  | 324  | 361  |

## Sehenswürdigkeiten

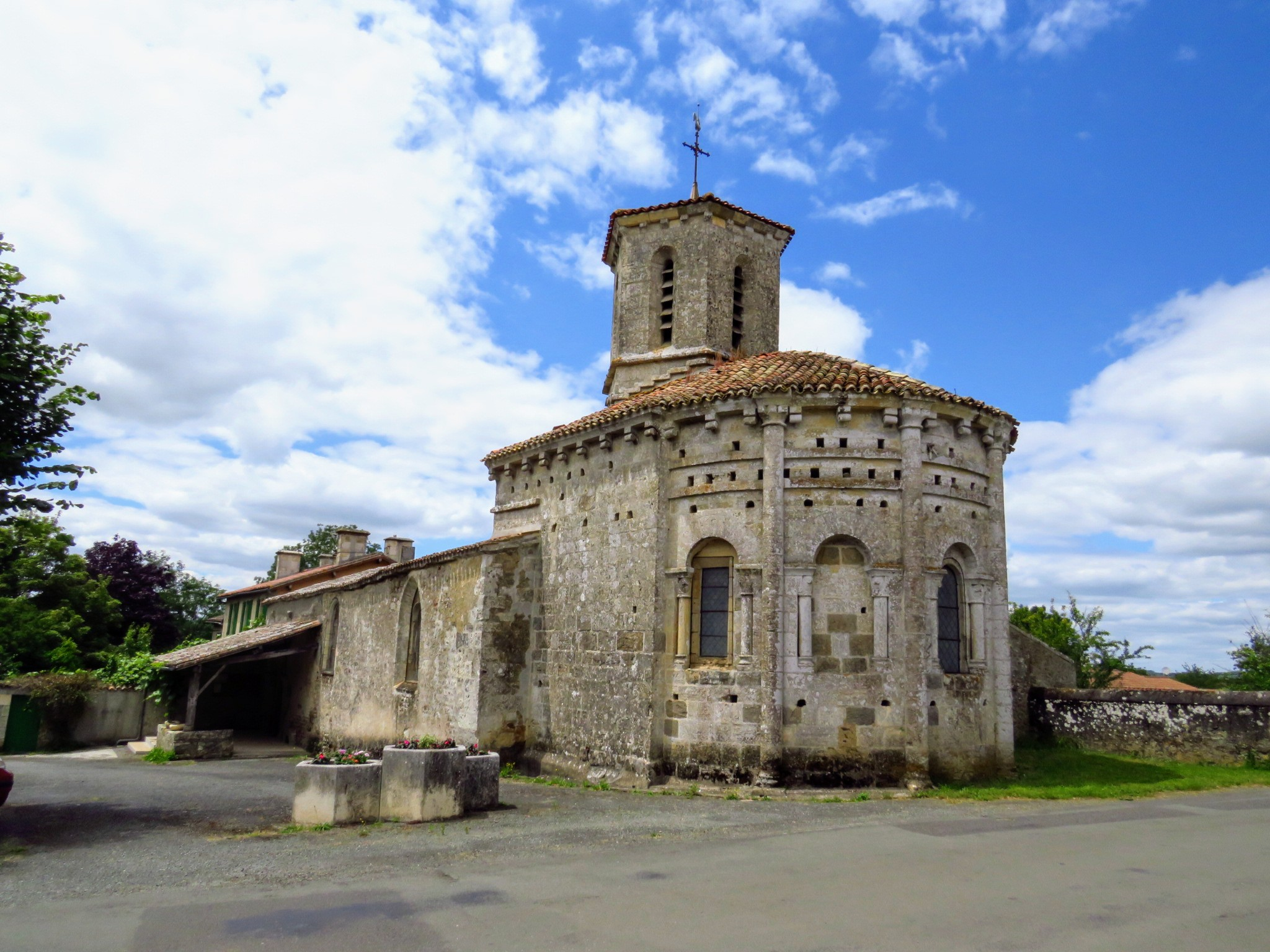
Kirche Notre-Dame

- Kirche Notre-Dame